# 無性愛
無性愛（むせいあい、英: asexuality）とは、他者に対する性的な惹かれ（性的魅力を感じること）の欠如、すなわち性的な行為への関心や欲求が少ないか、あるいは存在しないことである。無性愛の性質を持っている人のことをアセクシュアル、Aセクシュアル、無性愛者（英: asexual エイセクシュアル /eɪsɛkʃʊəl/、アセクシュアル /æsɛkʃʊəl/）という。

## 概要
無性愛は、性欲自体がない無性欲や、性的行為に嫌悪感を抱く性嫌悪、性的欲求低下障害（HSDD）とは異なる。また純潔運動や不淫（禁欲）も、意識的な行動であり、一般に個人の信条や宗教的信念などの要因に動機づけられる点で、無性愛とは異なる。
無性愛は、異性愛・同性愛・両性愛と同様に性的指向として扱われている。また、より幅広い領域にわたる、様々な無性愛的なアイデンティティ（グレーアセクシュアル）を分類するための包括的用語としても用いうる。ブロック大学のアンソニー・ボガードは「世界人口の1%が無性愛者に当てはまる」と自身の著書に記している。
性的指向や科学研究の分野としての無性愛の受容はまだ比較的新しく、社会学・心理学的知見からの研究の蓄積は始まったばかりである。無性愛は性的指向であると主張する研究者もいれば、これに同意しない研究者もいる。
ソーシャルメディアの出現以来、様々な無性愛者のコミュニティが形成され始めている。これらのコミュニティの中で最も充実し、かつよく知られているのは、2001年にデヴィッド・ジェイによって設立されたAsexual Visibility and Education Network（AVEN; 無性愛認知教育ネットワーク）である。
他の性的指向に比べるとメディアでの紹介や法的保護の動きは遅れているが、英語圏では徐々に性的アイデンティティとしての地位を獲得しつつある。日本でも2000年代初頭からコミュニティ形成の動きが進んでいる一方で、研究やメディアへの露出は英語圏ほど活発にはなっていない。

## 定義
本節では英語圏の文脈での定義について説明する。日本独自の用語などについては「#日本における無性愛」を参照。
無性愛であると自認する人々にはたくさんの種類がいるため、無性愛は幅広い定義を包摂しうる。研究者は一般的に無性愛を「性的な惹かれや性的関心の欠如」と定義するが、無性愛者らの定義は様々である。「性的な欲求が少ないか、もしくはない人」「性的な行為が少ないか、もしくはしない人」「恋愛的な関係・性愛的でない関係のみを持つ人」、または「性的な欲求および行為の両方がない人」を示す用語として無性愛は用いられることがある。また、無性愛であるという自認（帰属意識）も定義上の要素となりうる。
AVENでは無性愛者を「性的な惹かれを経験しない人」として定義し、次のように述べる。
我々の皆が、無性愛であると気付いた時から無性愛という用語やコミュニティを必ずしも知っていたわけではないが、ほとんどの無性愛者は生涯にわたって無性愛である。（…）一方、無性愛者のコミュニティにも少数ながら、自らのセクシュアリティを探究したり疑問を抱く中で、束の間だけ無性愛と自認する人もいる。（…）無性愛識別基準によって研究を補助する学術的試みはなされているが、その人が無性愛であるかどうかを定義するための検査は存在しない。無性愛は他のあらゆる性自認と同様に、本質的には、人々が自分自身を理解し、その一面を他人に伝える上での一助として用いる言葉にすぎない。その人が自己表現のうえで無性愛という言葉を有用と思えば、確かに無性愛者と自認してもよいだろうし、あとで無性愛者でないことを示すようなことがらを経験したなら、それでもまた構わない。
無性愛の人々は、いかなるジェンダーの人々にも性的に惹かれないが、純粋な恋愛関係になる場合もあるし、ならないこともある。無性愛を自認する人で、性的な魅力は感じるが、性的あるいは恋愛的行為（抱きしめる、手を握るなど）を心からは望んでいない、または必要とはしていないために、行動に移す気がないと述べる人もいる。一方では抱きしめたり、他の恋愛的な身体行為を行う無性愛者もいるし、好奇心から性的な行為を試みる者もいる。一人での処理の形として自慰行為をする者もあれば、その必要がないと感じる者もいる。
特に性的な行為に関しては、自慰行為の必要性または欲求は、無性愛者からは一般に性衝動（sex drive）と呼ばれ、性的な惹かれや性的なものとは切り離して考えられる。自慰行為をしている無性愛者は一般的に、それが人体の正常な営みであり、潜在的なセクシュアリティを持つしるしではないと考え、快感を覚えないこともある。無性愛者の男性には勃起を経験しない人もおり、そうした人にとっては試しに挿入するといった性的な行為は不可能である。
無性愛者は、性行為を行うことに対する感情についても様々である。無関心で、恋愛パートナーのためにセックスをする人もいれば、一般に人がセックスをすることを嫌うわけではないが、性行為をすることには強い嫌悪感を抱く人もいる。
無性愛者と自認する多くの人は、自らを他の性的アイデンティティにも属していると考える。例えば、性的指向や性的アイデンティティの恋愛的・感情的側面に関しては、無性愛者は異性愛、レズビアン、ゲイ、バイセクシュアル、クィアと自認することがある。あるいは性的指向の性的でない、恋愛的な側面と関係があることを示すために、以下のような用語で自らを定義することもある。
- アロマンティック[33] - 恋愛的に他人に惹かれない
- バイロマンティック[34] - 恋愛的に両性に惹かれる（が、性的な魅力を感じない）
- ヘテロロマンティック[35] - 恋愛的に異性に惹かれる
- ホモロマンティック[36] - 恋愛的に同性に惹かれる
- パンロマンティック[37] - 恋愛的にあらゆる性に惹かれる

アロマンティックと非アロマンティックの間、または無性愛とそうでない状態との間（アロマンティック・スペクトラム）にいると感じるため、グレーA（グレーロマンティック、デミロマンス、デミセクシュアルまたはセミセクシュアル、エーゴセクシュアルなど）を自認することもありうる。グレーAという用語が、「場合によって恋愛的な魅力や性的な魅力を感じる人」全てを指すのに対して、デミセクシュアルやセミセクシュアルは、性的な惹かれを2次的な要素として経験する、すなわち、「ある程度安定的な、あるいは強い感情的なつながりを生じて初めて性的な惹かれを感じる人」のことを言う。

## コミュニティとシンボル

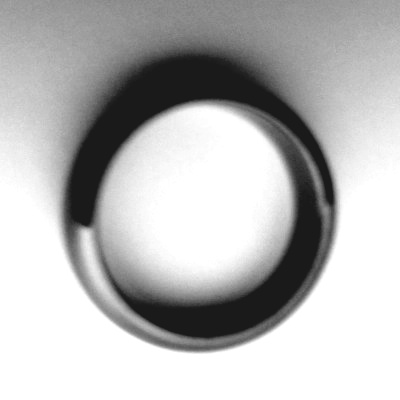
無性愛コミュニティのメンバーは、帰属を表すために右手中指に黒い指輪をつけることもある。

### コミュニティ
無性愛者のコミュニティに関する学術研究は今のところ不足している。海外の研究者及び当事者の間では、無性愛者は「エース（ace）」、そのコミュニティは「エースコミュニティ」と呼ばれることもある。
1990年代にはインターネット上に性的欲求がほとんどまたは全くない人々のための私的なサイトがいくつかあったが、学者の述べるところでは、オンラインコミュニティの普及を追い風に、21世紀初頭に無性愛を自認する人々のコミュニティが合体したという 。「Leather Spinsters」のなどのグループは、文化の圧力に対して無性愛的な生き方を擁護し、ジェラディン・ヴァン・ヴィルステレンはオランダで「Nonlibidoism Society」を創設し、Yahoo!は無性愛者に「Haven for the Human Amoeba」というコミュニティを提供した。AVENは、2001年にアメリカの無性愛活動家デビッド・ジェイによって設立された組織で、無性愛者の問題に焦点を当てている。その目標は、「無性愛の周知と議論の創出、および無性愛コミュニティの形成の促進」である。また、日本では「asexual.jp」などのコミュニティが活動している（後述）。
2014年の6月29日、AVENはワールドプライドとの提携の下、トロントで2度目となる無性愛者の国際会議を主宰した。1度目は、2012年のロンドンにおけるワールドプライドで開催されている。2回目のこのイベントには約250人が参加したが、これは今日に至るまで最大の無性愛者の集いである。会議では、無性愛に関する研究や無性愛者の人間関係、様々なアイデンティティとの交わりなどの話題に関するプレゼンテーションやディスカッション、ワークショップなどが行われた。

### シンボル

よく用いられる無性愛者のプライド・フラッグ

2009年、AVENのメンバーらが初めてアメリカでのプライド・パレードに参加し、サンフランシスコでのプライド・パレードで行進した。2010年8月、無性愛者の旗を作ること、およびそのためのシステムの立ち上げ方についての議論が交わされたのち、できる限りの無性愛者コミュニティと連絡を取りあった末に、参加団体から1本の旗を無性愛者のプライド・フラッグとする旨が宣言された。最終的に決まった旗は有力な候補の1つで、元々はAVEN以外のオンライン掲示板で使われていたものであった。最終投票は、旗を作る運動の本丸であったAVENからは独立した調査システムの下で行われた。旗の色を使ったグッズも作られ、セクシュアリティに関する記事の中でも取り上げられた。

## 研究

### 無性愛のモデル化と人口

性的指向の程度を示すキンゼイ指標。元のスケールでは性的な行為の欠如を示す「X」が含まれている。

無性愛は人間のセクシュアリティの新しい形態ではないが、公の議論に表れたのは比較的最近のことである。
アルフレッド・キンゼイは、異性愛者から同性愛者への性的指向について、0から6の段階で評価した（キンゼイ指標）が、「社会的な性的接触や反応がない」人々について「X」という分類も設けた。現代では、これは無性愛を表すものと分類されている。キンゼイは成人男性の1.5%をXと分類した。また彼の2冊目の著書『人間の女性の性的な行為』では、Xに分類される人の内訳について、未婚女性の14～19%、既婚女性の1～3%、結婚経験のある女性の5～8%、未婚男性の3～4%、既婚男性の0%、結婚経験のある男性の1～2%と報告している。
ただし学者のジャスティン・J・レーミラーは、「キンゼイのXの分類は性的な行為の欠如を強調していたが、現代の無性愛の定義は性的な惹かれの欠如に重きを置いている。とすれば、キンゼイ指標は無性愛の正確な分類には不十分かもしれない」と述べている。
1979年、1980年に掲載された2つの論文では、カンザス大学のミシェル・D・ストームズがキンゼイ指標の再モデル化について概説している。キンゼイは実際の性的な行為と性的妄想（sexual fantasizing）や性欲（eroticism）に基づいて性的指向を測定したが、ストームズは妄想や性欲のみを使用し、また単一スケールの2つの端ではなく2軸上に異性愛と同性愛を置いた。これは、両性愛（異性・同性両方への性欲を異性愛者・同性愛者と同程度に示す）と無性愛（異性への性欲を同性愛者程度に、同性に対する性欲を異性愛者程度に示す、つまり性欲がほとんどない人）の区別を可能にする。このタイプのスケールは初めて無性愛を説明したものであった。ストームズは、「キンゼイのモデルでは無性愛と両性愛両方が性的パートナーについてのジェンダー選好の欠如によって定義されていたので、このモデルに従う多くの研究者が、無性愛の被験者を誤って両性愛者に分類する可能性がある」と懸念した。
ポーラ・ヌリウスによる1983年の調査では、妄想と性欲の2次元スケールを用いて性的指向を測定した。回答者には結果に基づいて、異性愛・同性愛について0〜100のスコアが与えられ、両者とも10点未満の得点を挙げた者は「無性愛」と分類された。この群には男性の5%と女性の10%が該当した。調査では無性愛者が、複数のパートナーとの交際、肛門性交、様々な場所での性的接触、自己性愛的活動などの様々な性的な行為の頻度がはるかに低く、その欲求が起こる頻度も低いという結果を示した。
無性愛者の人口統計に関するより経験的なデータが1994年に発表されている。これは英国の研究チームが英国人18,876人を対象に行った包括的な調査で、エイズ流行に伴って性に関する情報収集の必要に駆られたものであった。この調査には性的な惹かれに関する質問が含まれており、1.05%の回答者が「誰に対しても性的に惹かれたことはない」と回答した。
この現象についての研究は、カナダのセクシュアリティ研究者アンソニー・ボガートによって引き継がれ、彼は2004年に一連の研究で無性愛者の統計的人口を調査した。ボガートの研究では、英国の人口の1%が性的な惹かれを経験していないことが示唆されたが、先の調査のために接触した人々の30%が調査に参加しない選択をしたことを指摘した上で、「この1%という数字は、無性愛者と自認する可能性のある人口を正確に反映したものではなく、その割合はおそらくずっと大きい」という確信を述べた。性的経験が少ない人はセクシュアリティに関する研究への参加を拒否する可能性が高く、無性愛者は性愛者よりも性的な経験が少ない傾向にあるため、回答した参加者には反映されていない可能性が高いからである。同じ調査によると、同性愛者と両性愛者の人数の合計は、人口の約1.1%であり、他の調査よりもはるかに小さいことが分かった。
ボガートの1%という数字とは対照的に、2013年に出版されたアイケンらの調査によれば、2000〜2001年のNatsal-2のデータに基づくと、英国における無性愛者の割合は16〜44歳の年齢層でわずか0.4%である。この割合は、10年前の同じ年齢層で収集されたNatsal-1のデータから決定された0.9%という数字からの減少を示す。ボガートによる2015年の分析でも、Natsal-1とNatsal-2のデータの間に同様の低下が指摘された。
アイケン、マーサー、キャッセルは、いくつかの証拠から、性的魅力を感じたことのない回答者に民族的差異があることを見出だした。インドとパキスタンに出自がある男性と女性の両方が、性的な惹かれがないと報告する傾向が強かった。また、ムスリムの被験者のほうがキリスト教徒よりも高い割合で、いかなる形でも性的に惹かれを経験したことがないと答えている。信仰の有無と無性愛との間には何らはっきりとした統計的相関は見つかっておらず、無性愛は信仰を持つ人・持たない人のいずれにも同じように見られる。にもかかわらず、無性愛は禁欲を誓う聖職者の間にはよく見られる。これは、無性愛でない人々のほうが禁欲の誓いを守れない可能性が高いからである。

### 性的指向・HSDDとの関係
無性愛が性的指向であるかどうかについてはかなりの議論がある。どちらも性的欲求の全般的な欠如を意味するという点において、無性愛は性的欲求低下障害（HSDD）と比較され、同一であると考えられている。HSDDは無性愛を医療化するために使用されてきたが、無性愛はその人が医療上の問題や他者と社会的に結びつく問題を抱えていると定義するものでは必ずしもないため、障害または性機能不全（無オルガスム症や冷感症など）とは一般的にみなされていない。HSDDの人々とは違って、無性愛者は通常、自分の性的な感情や性的興奮のないことについて、「感情的苦痛」や「対人的な困難」を経験していない。無性愛は、永続的特性としての性的な惹かれの欠如または不在とみなされる。ある研究では、HSDD被験者と比較して、無性愛者は性的欲求、性的経験、性に関連する苦痛および抑鬱症状が低レベルだったことが明らかになった。研究者リチャーズとバーカーは、無性愛者はアレルギー、鬱病、または人格障害の割合が不相応であると報告している。しかし、無性欲的な状態が前述の障害のいずれかによって説明できる場合でも、無性愛であると自認している人もいる。
無性愛がHSDDであるという見解については、無性愛者のコミュニティ内で議論を呼んでいる。無性愛を自認する人はふつう、性的指向として認識されることを好む。通常の性衝動があると報告しながらも自慰行為のできない無性愛者もいることから、「無性愛は性的指向である」と様々な学者が述べている。彼ら研究者や多くの無性愛者は、性的な惹かれの欠如は性的指向に分類するには十分妥当であると考えている。
これらの研究者は、「無性愛者は自ら選んで性的欲求を持たないのではなく、一般に思春期ごろ性的な行為の違いに気付き始めるのだ」と主張する。こうした事実が明るみに出たことで、無性愛は選択的行動などではなく、また障害のように治癒できるものでもないと断言されている。無性愛が一般的になりつつあるか否かも分析されており、実際により多くの人々が無性愛を自認するようになっている。
性的指向のカテゴリーに関しては、無性愛は、一連のカテゴリーに追加する意義のあるものではなく、むしろ性的指向やセクシュアリティの欠如であると主張されることもある。別の議論では、無性愛者が自慰したり単に恋愛パートナーを喜ばせるために性的な行為を行うことを踏まえたうえで、「無性愛は自然なセクシュアリティの否定であり、セクシュアリティへの羞恥心や不安、性的虐待によって引き起こされる障害である」と指摘されている。性的指向をめぐるアイデンティティ・ポリティクスの文脈の中で、無性愛は性的指向のアイデンティティに関する1つのカテゴリーとして実践的な政治的機能を果たす可能性がある。

### 精神衛生
無性愛に関する経験的データを提供した最初の研究は、1983年にポーラ・ヌリウスによって発表された、性的指向と精神衛生の関係についてのものである。米国のさまざまな大学の心理学または社会学の授業を受講している学生を主とする689人の被験者に、4つの臨床的幸福尺度を含むいくつかの調査がなされた。結果は、無性愛者が他の性的指向のメンバーよりも自己評価が低く抑鬱の可能性が高いことを示した。ここでは異性愛者の25.88%、両性愛者（ambisexual）の26.54%、同性愛者の29.88%、および無性愛者の33.57%が自己評価に問題があると報告されている。鬱病についても同様の傾向がみられた。ただしヌリウスは、様々な理由から、この結果からは確固たる結論は導けないと考えた。
2013年の研究では、ユールらが白人の異性愛者・同性愛者・両性愛者・無性愛者の精神衛生上の違いを調査した。男性203人と女性603人の結果が所見に含まれていた。ユールらの研究では、無性愛の男性被験者は、他の男性、特に異性愛者よりも気分障害を有すると報告する傾向が強いことが分かった。女性でも、異性愛者との比較で同じ結果が得られた（ただし最も高い割合を示したのは同性愛・両性愛の女性だった）。無性愛の男女ともに、他の被験者よりも不安障害を有することが多く、異性愛者の参加者よりも最近自殺したい気持ちが芽生えたことを報告する傾向があった。ユールらは、こうした差の一部は差別やその他の社会的要因によるものかもしれない、との仮説を立てている。

### 発生要因
性的指向との関連が指摘される神経発達学的形質として、利き手・兄弟姉妹の数・指比が挙げられる。ユールらは2014年に無性愛の性自認をもつ人々とこれらの性質の関係を調査している。この研究では、右利きでない無性愛者の割合が異性愛者と比較して2.4～2.5倍にのぼること、無性愛および非異性愛の男性は異性愛の男性に比べて年少の兄弟である割合が高く、無性愛の女性は非異性愛の女性に比べて年長の姉妹である傾向が強いことが明らかにされた。一方で、指比については無性愛との有意な関連性は認められなかった。この研究は、性的指向の欠如という無性愛の特徴を神経発達学的側面から説明するための経験的根拠を与える初めての試みの1つであった。
ただし、性的指向の成因に関する研究を無性愛に適用することは、性的指向に無性愛を含めるか研究者によって一貫した定義がないという問題を孕んでいる。性的指向は「永続的」で変化しないものと定義され、一般にそれを変更しようとする介入は通用しないことが証明されているが、無性愛は永続的で持続するから、性的指向と定義できるかもしれない。しかし異性愛、同性愛および両性愛は、必ずではないが通常、前思春期の早い段階で決定されるのに対し、いつ無性愛であると決定するかは分からない。性的関心あるいは性的欲求を持たないという特性が、生涯にわたり続くものである、あるいは後天的であると考えてよいかは判然としない。

## 差別と法的保護

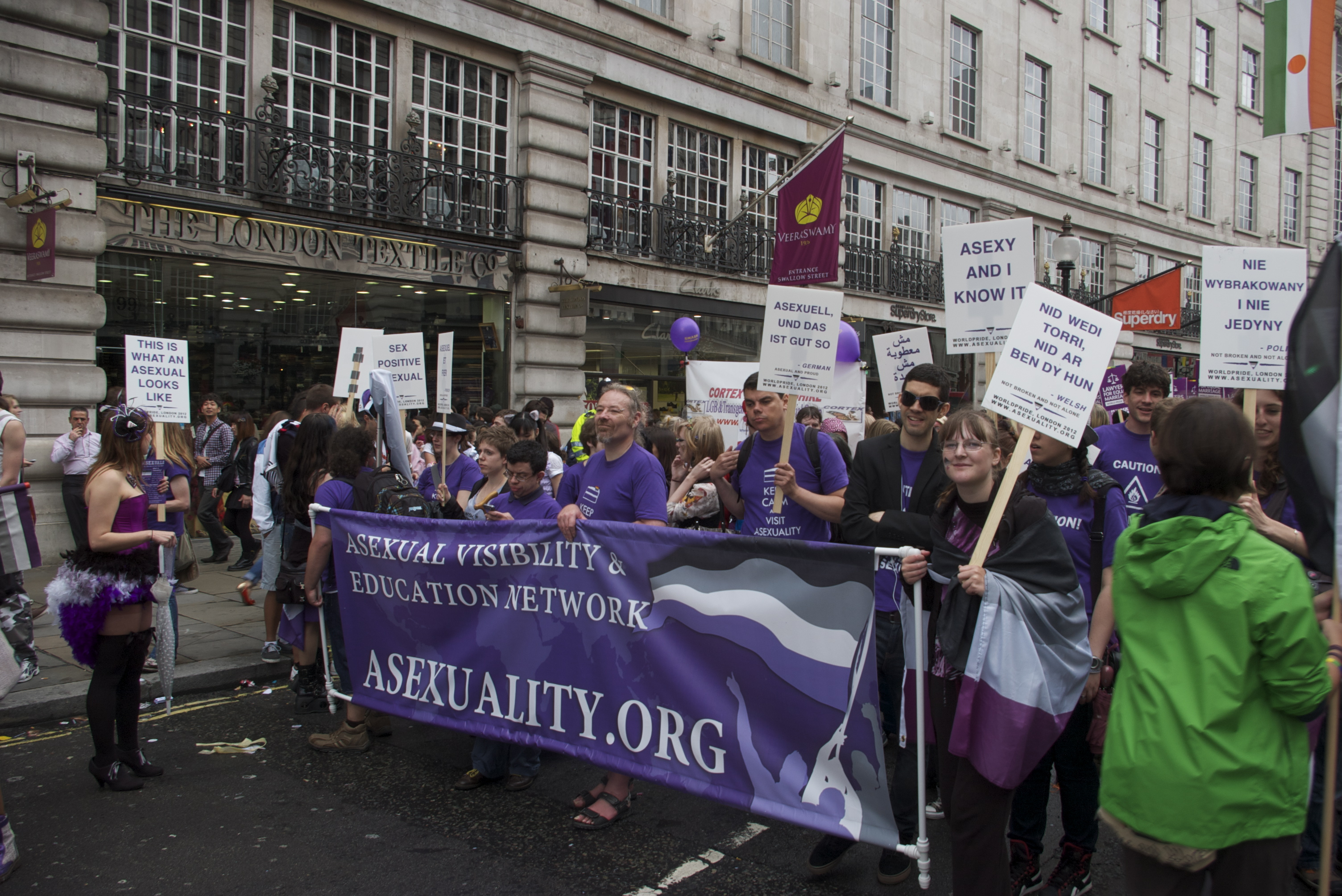
プライド・パレードにおける無性愛者の行進

2012年の研究によれば、無性愛者はゲイやレズビアン、バイセクシュアルなどの他の性的マイノリティに比べて、より不当な偏見や人間性の抹殺、差別にさらされているという。同性愛と異性愛の人々の両方が、無性愛者のことを冷血で動物的な、抑制されていない人々と考えている。無性愛の活動家であり著述家・ブロガーであるジュリー・デッカーは、もっぱら無性愛者のコミュニティを標的にするセクシュアル・ハラスメントや暴力、矯正強姦を目にしてきた。しかし別の研究では、彼らが無性愛であるがゆえの深刻な差別を受けているとする証拠はほとんど見出せなかった。社会学者のマーク・カーリガンは、中立的地点から、「無性愛者はしばしば差別を経験しているが、それは嫌われるなどというよりはむしろ『人々が本当の意味で無性愛を理解しないことによる周縁化』の問題である」と論じている。
無性愛はまた、LGBTコミュニティからも偏見にさらされている。多くのLGBTの人々は、同性愛者でも両性愛者でもない人々はストレートに違いないと主張し、しばしば無性愛者をクィアの定義から排除しようとする。LGBTQのコミュニティを支援する名の知れた組織は数多く存在するが、これらの組織は一般に無性愛者には手を差し伸べず、無性愛に関する文献資料も提供していない。活動家のサラ・ベス・ブルックスは、無性愛者であることをカミングアウトするにあたって、「無性愛者は性自認をはき違え、社会正義の運動の中で不相応な注目を浴びている」と多くのLGBTの人々から言われている。他方では「The Trevor Project」や「The National LGBTQ Task Force」のように、異性愛ではない以上クィアの定義に含まれるという理由から、はっきりと無性愛を受容しているLGBT組織もある。今ではLGBTQという略語の中にAを付け加えている組織もあれば、いまだ議論の俎上にある組織も存在する。
無性愛を周縁化する社会規範を指す用語として、強制的異性愛をもじった「強制的性愛」や、エリザベス・ブレイクが提起した「恋愛伴侶規範」などが用いられているほか、日本では対人性愛中心主義という造語が提起されている。
いくつかの司法制度の下では、無性愛は法的保護を受けている。ブラジルは1999年から、国の倫理規定に基づいて、精神科医によるあらゆる性的指向の病理化や治療の試みを禁じており、またアメリカのニューヨーク州では無性愛者を保護すべき人々として扱っている。しかし、無性愛は大衆や研究者の目をさほど引き付けていないため、他の性的指向ほどには法制化の対象にはなっていない。

## メディアでの扱い

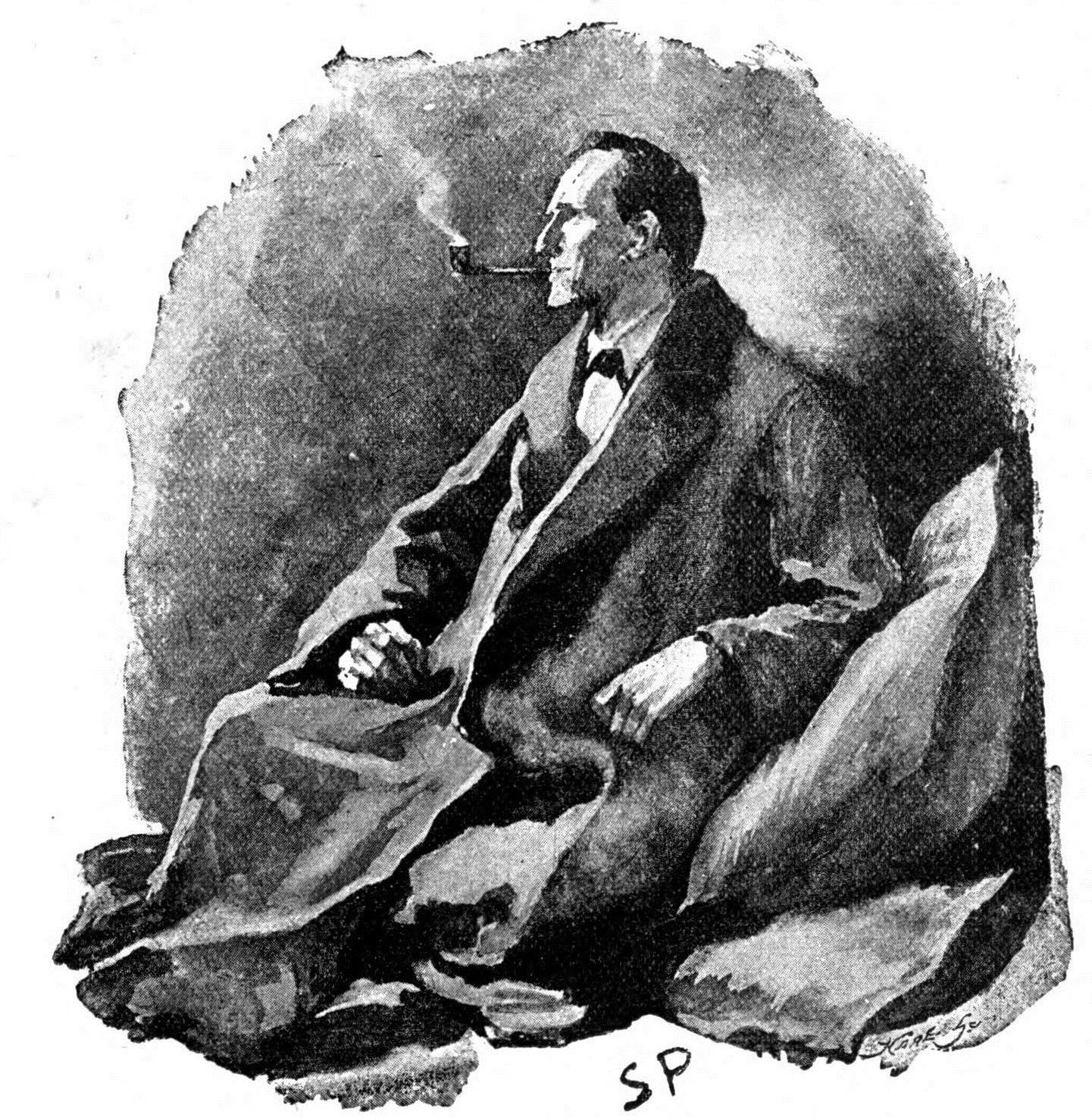
シャーロック・ホームズ

メディアにおける無性愛的な表現は限られており、作品の中で公に知らされたり、確たることが述べられることはほとんどない。21世紀初頭以前の作品の中では、登場人物はたいていおのずから性的であることが前提とされており、セクシュアリティの有無に関してはふつう疑問を挟まれない。
コナン・ドイルの作品に登場するシャーロック・ホームズは、知性にのみ駆り立てられる肉体の欲望とは無縁の人物として意図的にキャラクター化されており、今日であれば無性愛に分類されるであろう人物として描かれている。アーチー・コミックのキャラクター、ジェグヘッド・ジョーンズは、アーチーの過度な異性愛の引き立て役としてわざと無性愛的に描かれている可能性が高いが、何年間もシリーズを繰り返すうちに、彼がゲイか異性愛者であるとほのめかす方向に描写を変えつつある。
1960年代のテレビシリーズ『ギリガン君SOS』に登場する同名のキャラクター、ギリガンも、今日では無性愛と位置付けられる。ドラマの製作者はおそらくそうすることで、性徴を迎えておらず性的欲求を経験したことのない少年層の視聴者により親しみやすくしようとしたのだと考えられる。ギリガンが無性愛的であることで同時に、製作者としては、歩み寄ってくる魅力的な異性をギリガンがはねつけるというコメディ的な展開をわざと描くことができる。
また、アンソニー・ボガートは以下のような見方を示している。映画やテレビではよく、魅力的だが無性愛的な女性のキャラクターが、物語終盤で男の主人公に異性愛に「変えられる」さまを描く。こうした非現実的な描写は、どんな無性愛的な女性もひそかに男性のことを欲しているものだという異性愛の男性の妄信を反映したものである。
21世紀初頭から無性愛は、生物学的な存在というよりも一種の性的アイデンティティとして、欧米のメディアで徐々に論じられるようになってきた。フォックス放送のDr.HOUSEシリーズの1エピソード「良き伴侶」では無性愛のカップルが描かれているが、この描写にはAVENの創設者デヴィッド・ジェイを含め無性愛者のコミュニティからは疑問の声が上がった。というのも最終的に、男は性衝動が減退する脳腫瘍に冒かされており、女は男を喜ばせるために無性愛のふりをしていただけだったことが分かって幕が引かれるのである。このことが表現をめぐる議論を呼び、フォックス放送に今後の無性愛的キャラクターの表現の仕方に対する反省を求める署名がchange.orgで申請されるに至った。署名では「無性愛を病気や欺瞞とみなしている最低な表現だ」と述べられた。
Netflixのアニメ、ボージャック・ホースマンは第3シーズンの終盤に、主要人物の1人であるトッド・チャベスが無性愛者であることを明らかにした。第4シーズンではそれがさらに緻密に描かれており、この表現に関しては無性愛者コミュニティからも概ね好意的な反応を受けている。イギリスのソープオペラ、エメデールでは、15歳のキャラクターのリヴ・ファラーティが、男の子にも女の子にも靡かないことを打ち明け、無性愛者ではないかという憶測を呼んでいる。ベストセラー小説シャドウハンターシリーズのドラマ版では、登場人物の1人であるラファエル・サンティアゴが無性愛者であることが確定している。
2011年にはアンジェラ・タッカー監督の下で、無性愛をめぐる問題を描いたドキュメンタリー映画「(A)sexual」が製作された。

## 無性愛の著名人
- エドワード・ゴーリー（絵本作家。代表作『うろんな客』）
- ケリ・ヒューム（作家。代表作『骨の民』）
- 中山咲月（モデル、俳優。代表作『仮面ライダーゼロワン』[94]）
- 東友美（町田市議会議員）[95]
- 華京院レイ（漫画家。代表作『精子バンクで出産しました！アセクシュアルな私、選択的シングルマザーになる』、『女だけど女装してキャバ嬢してみた!～ヒゲ女子のいる店～』）

## 日本における無性愛

### 用法
無性愛の定義や分類については、日本の無性愛者コミュニティでは独自の発展を遂げてきた部分がある。2000年代の日本のコミュニティでは、無性愛やアセクシュアルは「性的欲求も恋愛感情もない」人を指すものとして使われていた。これに対して、「性的欲求はないが恋愛感情はある」人を指す和製英語として、非性愛者またはノンセクシュアルが使われてきた。
非性愛は英語圏のロマンティック・アセクシュアルと重なる用語ではあるが、無性愛が（性的感情ではなく）恋愛感情の欠如によって定義されることのある日本においては、ロマンティック・アセクシュアルとは異なる文脈に位置づけられる。無性愛のサブカテゴリーとして「性的な惹かれの欠如」と必ず関連付けられるよりはむしろ、非性愛者は恋愛的魅力を感じうるが様々な理由により性的関係を望まない人々として理解される。
ただし2010年代以降になると、「アセクシュアル」や「アロマンティック」という英語圏の用法が流入し、現在では英語圏と同じ意味でこれらの言葉を使う人が増えている。三宅大二郎らによる調査でも、「日本のAro/Aceコミュニティにおいて、ノンセクシュアルがロマンティック・アセクシュアルと類似する概念として使用されている可能性が高い」と指摘されている。
駒澤大学による2017年の東京レインボープライド参加者およびイベントサイト上でのアンケートでは、「性的指向」の選択肢中に「ノンセクシュアル」「アセクシュアル」が用意され、全回答のうち「ノンセクシュアル」が2.7%・「アセクシュアル」が1.6%という結果となった。

### 人口
国立社会保障・人口問題研究所が2023年に実施した全国調査「家族と性と多様性にかんする全国アンケート」では、有効回答5339件のうち49人（0.9％）が自分の性的指向をアセクシュアル・無性愛者と回答している。なお同調査では、ゲイ・レズビアン・同性愛者が0.4％、バイセクシュアル・両性愛者が1.8％であった。
国立社会保障・人口問題研究所が2019年に大阪市で実施した「大阪市民の働き方と暮らしの多様性と共生にかんするアンケート」では、性的少数者に関する無作為調査では、有効回答4,285件のうち33人（0.8%）が自分の性的指向をアセクシュアル・無性愛者と回答している。出生時の性別に分類した場合、男性の無性愛者の比率は0.3%、女性では1.1%であった。同調査では、自認だけでなく、性的／恋愛的惹かれの有無についても調査している。それによると、性的惹かれと恋愛感情をどちらも経験したことがない人の割合は1.6%（出生時男性0.9％、出生時女性2.1％）、恋愛的惹かれのみ経験したことがある人の割合は1.3%（男性0.6％、女性1.8％）、性的惹かれのみ経験したことがある人の割合は0.8%（男性1.0％、女性0.7％）であった。

### 研究・メディア
日本での研究やメディアではLGBTの話題の中で稀に取り上げられてきたが、中心的に扱った紹介事例が出始めたのは2010年代に入ってからのことである。
柿沼・布施木らの2011年の論文では、Aセクシャルという用語を紹介するとともに、Aセクシャル研究の現状と問題点を論じたヒンダーリター（2009）Methodological Issuer for Studying Asexuality にレビューを加えている。ここでは、（1）Aセクシャルの定義の問題（現状として、ボガートの「性的な惹かれのないこと」、ヌリウスの「性的指向のないこと」、プラウスとグラハムの「Aセクシャルであるというアイデンティティ」の3つに分裂している）、（2）サンプリングにあたっての協力者獲得や質問方法をめぐる問題、（3）アイデンティティとの関連性の問題の3点に触れており、特に定義とアイデンティティをどのようにすり合わせていくかが重要であるとコメントしている。また2013年には同じく柿沼・布施木が、量的研究からAセクシャルの発生要因に迫った Template:Anthony F. Bogaert Asexuality: Prevalence and Associated Factors in a National Probability Sample を紹介している。ここで柿沼らは先天性のAセクシャルを「狭義のAセクシャル」、後天的な要因（健康・薬理・年齢など）によるAセクシャルを「広義のAセクシャル」として分離しており、ボガートの調査研究からはこれらの判別が難しいことを指摘している。
2016年には、フォタケが日本における「草食系」の言説と無性愛との関連性について論じた英語論文を発表している。ここでは、本質主義的視点と構成主義視点の双方において草食系は無性愛というカテゴリーの傘下に含みうるものであるとしている。またプルジビロらが無性愛について、異性愛中心主義的な文化に抵抗する可能性を秘めていると指摘したように、草食系も「男性らしさ」の言説を再定義しうるものであると述べる。
メディアでの過去の紹介事例としては、2012年にTBS系列『私の何がイケないの？』で無性愛者が出演したほか、2013年に北陸中日新聞、2014年に朝日新聞で取り上げた記事などがある。2018年にはAbemaTV「Wの悲喜劇～日本一過激なオンナのニュース～」で、セクシュアリティ研究者の清水晶子が出演しコメントを述べている。また無性愛（クエスチョニング）の女性主人公を題材にした漫画『桐生先生は恋愛がわからない。』（小野ハルカ）が『裏サンデー』・『MangaONE』で連載された。2022年1月-3月には、NHK総合「よるドラ」枠にて、アロマンティック・アセクシュアルである男女をメインに据えたテレビドラマ『恋せぬふたり』が放送された。